# نوكيا 8
نوكيا 8 هاتف ذكي بعلامة نوكيا يعمل بنظام تشغيل أندرويد نوجا. أعلن عنه في 16 أغسطس، 2017 في لندن، إنكلترا، طورتهُ شركة إتش إم دي العالمية وصنع من قبل شركة فوكسكون. نزل الهاتف للأسواق الأوربية في سبتمبر، 2017. ويُعد أول هاتف ذكي ذو مواصفات عالية تطوره شركة إتش إم دي.

## المواصفات
لنوكيا 8 شاشة بقياس 5.3" بوصة، وبسماكة 4.3 ميليميتر. يتوفر الجهاز بأربعة ألوان: أزرق طافئ، أزرق لماع، نحاسي لماع، ورصاصي. صنع الجهاز بعلامة حماية "IP54" مقاوم للغبار ورشات الماء.

### المعدات
زود الجهاز بمعالج كوالكوم سناب دراغون 835، ذاكرة وصول عشوائية 4 أو 6 جيجابايت، ذاكرة تخزين 64 أو 128 جيجابايت قابلة للزيادة ببطاقة ذاكرة. شاشة عالية الدقة "QHD" محمية بطبقة زجاجية غوريلا 5. وكابل شحن وبيانات فئة "USB-C".

### الكاميرا
يُعد نوكيا 8 أول جهاز نوكيا يُزود بكاميرا ثنائية العدسة. كاميرا خلفية رئيسية 13 ميغابكسل ثنائية العدسة وكاميرا أمامية 13 ميغابكسل.

### نظام التشغيل
على غرار الموديلات السابقة نوكيا 3، 5 و6، يعمل جهاز نوكيا 8 بنظام تشغيل أندرويد 7.1.1 «نوجا». في 24 نوفمبر، 2017، حدثت شركة إتش إم دي نظام تشغيل جهاز نوكيا إلى نسخة أندرويد 8.0 «أوريو».

## وصلات خارجية
- نوكيا 8 على الموقع الرسمي لشركة نوكيا
- مراجعة نوكيا 8 على موقع سي نيت